# Río Loue
El río Loue es un río de Francia, el principal afluente del río Doubs, al que aborda por la izquierda. Nace cerca de Ouhans (Doubs) y desemboca en el Doubs aguas abajo de Dole (Jura), tras un curso de 126 kilómetros. Recorre los departamentos de Doubs y Jura.
El Loue es en realidad una resurgencia del Doubs. Este hecho se descubrió en 1901, cuando tras una fuga en la fábrica Pernod de Pontarlier, aparecieron indicios de absenta y colorantes en el Loue. Tras realizarse experimentos controlados con pigmentos se comprobó la conexión.
El Loue es un destino popular para la pesca deportiva y los descensos en canoa. En los siglos XVIII y XIX también se utilizó en río para el transporte de madera por flotación.